# Christian Anton Kolb
Christian Anton Kolb (* 26. August 1826 in Würzburg; † 9. Oktober 1871 in Amberg) war ein deutscher Musiker, Komponist und Militär-Kapellmeister.

## Leben
Christian Kolb erhielt seine musikalische Grundausbildung auf dem Klavier, der Violine und der Klarinette von seinem Vater Anton Kolb (1803–1851), der seit 1826 Musikmeister des Königlich Bayerischen 12. Infanterie-Regiments in Würzburg war. Nach dem Abschluss der Schule besuchte er das Lehrerseminar in Würzburg und bildete sich musikalisch am Fröhlich’schen Institut in Würzburg fort. Im Jahre 1848 trat er als Musiker in das von seinem Vater geleitete Musikkorps des Königlich Bayerischen 12. Infanterie-Regiments ein. Das Regiment wurde 1848 nach Landau in der Pfalz zum Einsatz gegen Aufständische verlegt, bei dem sich Christian Kolb durch besondere Tapferkeit auszeichnete. Von General Theodor Fürst von Thurn und Taxis wurde er belobigt und zum Musikmeister des Königlich Bayerischen 6. Infanterie-Regiments in Amberg ernannt. Diese Musikmeisterstelle hatte Christian Kolb bis zu seinem frühen Lebensende inne. Er gestaltete das Musikleben mit seinem Musikkorps in vielfältiger Weise durch Konzerte, aber auch durch Opernaufführungen im Amberger Theater, leitete den Chor des Amberger Männergesangvereins und komponierte Musikstücke der Unterhaltungsmusik und eine Oper, doch sind die Noten nur weniger Kompositionen überliefert. Aus seinem kompositorischen Schaffen ragt der dem General der Kavallerie Theodor Fürst von Thurn und Taxis gewidmete Taxis-Marsch in der preußischen Armeemarschsammlung AM II,253 heraus, der von den Musikkorps der Bundeswehr in Bayern häufig intoniert wird. Weitere Kompositionen bewahrt die Musiksammlung der Bayerischen Staatsbibliothek in München auf.
2025 wurde eine Partitur mit dem Titel „Erinnerungen an Kronach“ (Autograph) nach Kronach übergeben, die nach derzeitigem Stand auf Christian Anton Kolb zurückzuführen ist. Der Dirigent und Komponist Manuel Grund beschäftigt sich mit der Erforschung des Werkes.